# 钟英楼
29°55′17″N 118°16′53″E / 29.92139°N 118.28139°E
钟英楼是中国安徽省黄山市徽州区呈坎镇呈坎村的一座明代更楼，又名过街楼，位于呈坎村中心点的钟英街与前街、后街交叉路口。钟英楼为方形平面，建于明万历十一年（1582年），原属户部侍郎罗应鹤（1540—1630年）府，拱券门上的“钟英”二字为明代著名书法家董其昌书写，意为“钟灵毓秀、人才济济”，后用于村民打更报时用途。
2001年6月25日，钟英楼和呈坎村内共计20处明清古建筑，包括长春大社、罗会泰宅、文献祠、下屋三宅（含金汉龙宅、罗重光宅、章金标宅）、隆兴桥、环秀桥、燕翼堂、罗纯夫宅、罗润坤宅、石柱厅、首善儒宗宅门楼、罗永祈宅、罗会铮宅、罗子琴宅、汪闺秀宅、罗来林笔、杜欢喜笔、罗来滨宅、罗光荣宅等、以呈坎村古建筑群的名义，列为全国重点文物保护单位。